# Matematyka wedyjska
Matematyka wedyjska – umowne określenie zbioru algorytmów rozwiązywania niektórych problemów matematycznych, zawartych w hinduskich Wedach. 
W latach 1911–1918 hinduski matematyk i erudyta Sri Bharati Krsna Tirthaj wyodrębnił z Wed szesnaście sutr i trzynaście powiązanych z nimi sutr zależnych, opisujących algorytmy rozwiązywania problemów arytmetycznych, algebraicznych, geometrycznych i trygonometrycznych. 
Matematykę wedyjską wykorzystuje się z powodzeniem w edukacji na Wschodzie, na Zachodzie i w innych rejonach świata nie jest ona już tak popularna.